# Большая Казанка (приток Иловли)
Большая Казанка — река в России, протекает по Котовскому и Камышинскому районам Волгоградской области. Устье реки находится в 216 км по правому берегу реки Иловля. Длина реки составляет 48 км, площадь водосборного бассейна — 703 км².
На берегах реки населённые пункты: Ефимовка, Моисеево.

## Данные водного реестра
По данным государственного водного реестра России относится к Донскому бассейновому округу, водохозяйственный участок реки — Иловля, речной подбассейн реки — Дон между впадением Хопра и Северского Донца. Речной бассейн реки — Дон.
Код объекта в государственном водном реестре — 05010300412107000009331.